# اچانتا وماورام
اچانتا وماورام (به انگلیسی: Achanta Vemavaram) در هند است که در آندرا پرادش واقع شده‌است.